# Kührener Teich und Umgebung
Der Kührener Teich und Umgebung ist ein Naturschutzgebiet in den schleswig-holsteinischen Gemeinden Kühren und Wahlstorf im Kreis Plön.

## Allgemeines
Das rund 79 Hektar große Naturschutzgebiet ist mit der Nummer 172 in das Verzeichnis der Naturschutzgebiete des Ministeriums für Landwirtschaft, Umwelt und ländliche Räume eingetragen. Es wurde Ende 1994 ausgewiesen (Datum der Verordnung: 21. Dezember 1994). Das Naturschutzgebiet ist Bestandteil des FFH-Gebietes „Lanker See und Kührener Teich“ und des EU-Vogelschutzgebietes „Lanker See“. Zuständige untere Naturschutzbehörde ist der Kreis Plön.

## Beschreibung
Das Naturschutzgebiet liegt südlich von Preetz in einer landwirtschaftlich geprägten Landschaft der Holsteinischen Schweiz. Es stellt den flachgründigen und buchtenreichen Kührener Teich mit seinen Uferbereichen sowie nach Nordwesten an den Teich angrenzendes Feuchtgrünland unter Schutz. Das Naturschutzgebiet grenzt im Norden an das Naturschutzgebiet „Halbinsel und Buchten im Lanker See“ und ist ansonsten vom Landschaftsschutzgebiet „Lanker See u. die Schwentine bis zum Kleinen Plöner See u. Umgebung“ umgeben.
Der etwa 30 Hektar große und im Mittel nur einen halben Meter tiefe Kührener Teich wird von ausgedehnten Röhrichtzonen und ufernahen Bruchwaldzonen umgeben. Im Teich befinden sich drei baumbestandene Inseln. Der Kührener Teich ist über einen Bach mit dem etwas nördlich liegenden Lanker See verbunden. Die Grünlandflächen nordwestlich des Kührener Teiches wurden im Zuge der Unterschutzstellung zusätzlich vernässt. Sie werden zur Pflege mit Galloway-Rindern extensiv beweidet.

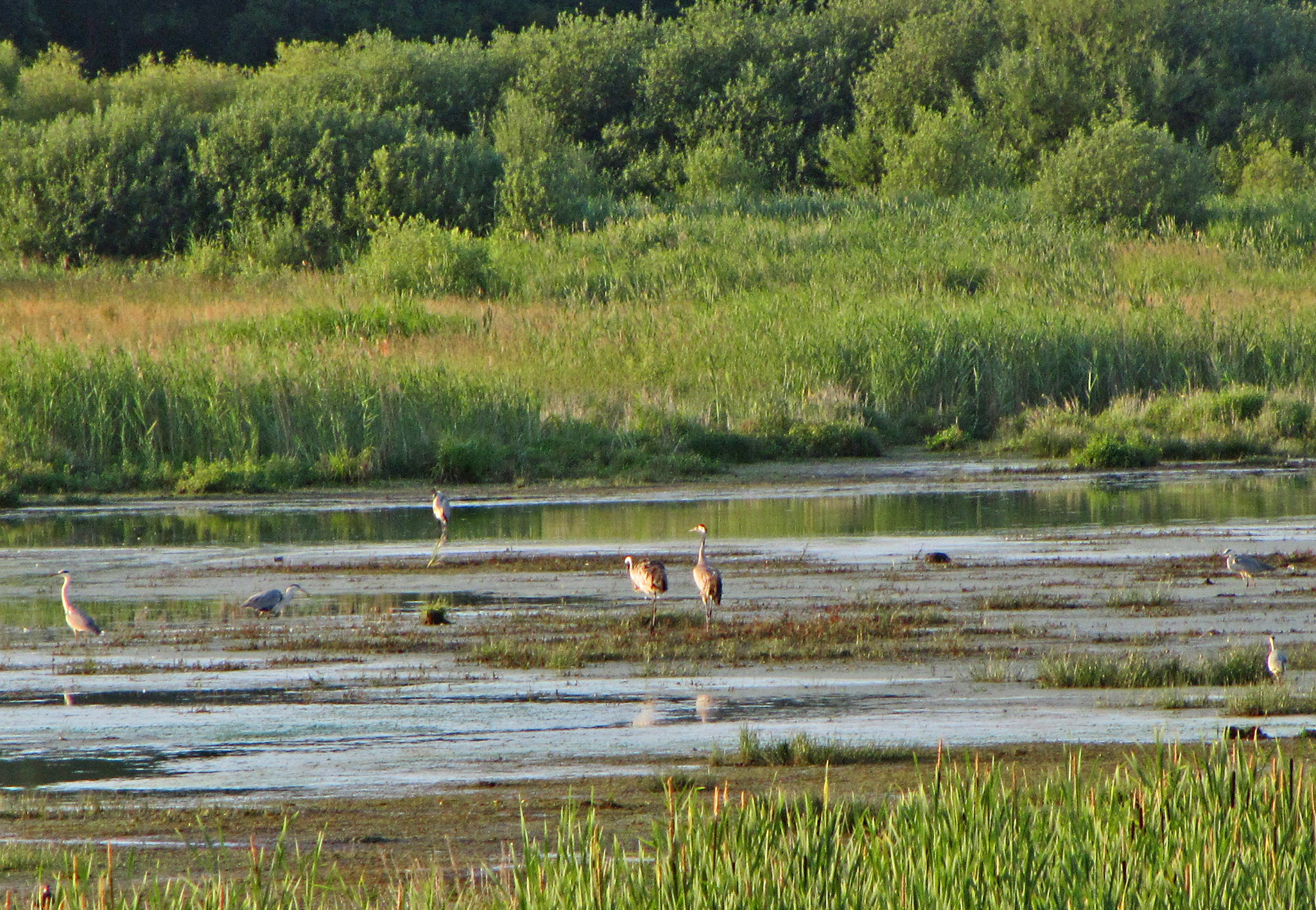
Überflutete Wiese zwischen Kührener Teich und Lanker See

Das Naturschutzgebiet ist Lebensraum zahlreicher Wasser- und Wiesenvögel. So sind hier zahlreiche Entenvögel wie Schnatter-, Krick-, Löffel- und Knäkente heimisch. Weiterhin kommen Rohrdommel, Rohr- und Schlagschwirl, Sprosser, Nachtigall, Drosselrohrsänger und Rohrweihe sowie Schwarzhals- und Rothalstaucher hier vor. Das Vorkommen des Rothalstauchers gilt als eines der wichtigsten in Schleswig-Holstein. Der Seeadler nutzt das Gebiet für die Nahrungssuche. Auch Kiebitze, Grünschenkel, Dunkle Wasserläufer und Bruchwasserläufer sowie andere Watvögel suchen das Gebiet immer wieder auf.
Im Naturschutzgebiet befinden sich eine Beobachtungshütte, von der aus der Kührener Teich einsehbar ist, sowie eine Beobachtungsplattform, von der aus der Feuchtgrünlandbereich überblickt werden kann. Beide Beobachtungsstellen liegen an einem Wanderweg.
Im Nordosten begrenzt streckenweise die Trasse der Bahnstrecke Kiel–Lübeck das Naturschutzgebiet. Das Gebiet wird vom Landesverband Schleswig-Holstein des Naturschutzbundes Deutschland betreut.